# Husein Oručević
Husein Oručević (ur. 1 czerwca 1969 w Mostarze, zm. 20 czerwca 2024 w Kielcach) – bośniacki dziennikarz, działacz społeczny i kulturalny, konsul honorowy Polski w Mostarze.

## Życiorys
Husein Oručević ukończył studia politologiczne w zakresie europeistyki na Uniwersytecie Jagiellońskim oraz na Uniwersytecie Jana Kochanowskiego w Kielcach.
Pracował jako dziennikarz, politolog i działacz kulturalny (organizując wydarzenia polskich artystów w Mostarze oraz innych miastach, między innymi, Podgoricy). Jako aktywista angażował się w działania trzeciego sektora w kwestie samorządu, walkę z korupcją i budowę instytucji. Pracował między innymi dla Radia Kielce (od 2010) jako prowadzący audycję „Świat na wskroś”, Radia Stari Most (w tym jako redaktor naczelny), AbrašRADIO, Radia Bośnia oraz BH Radio 1 w Sarajewie.
W 2022 został dyrektorem centrum kultury OKC „Abrašević” w Mostarze. W tym samym roku został mianowany konsulem honorowym Polski w Mostarze. Obie funkcje pełnił do 2024, kiedy to zmarł w wyniku choroby.
Wraz z żoną Tanją Miletić Oručević, reżyserką teatralną i tłumaczką z języka polskiego, życie dzielił między Polską a Bośnią i Hercegowiną.
Syn Safeta i Devli. Pochowany na miejskim cmentarzu w Mostarze. 